# B.o.B Presents: The Adventures of Bobby Ray
B.o.B Presents: The Adventures of Bobby Ray je debutové studiové album amerického rappera B.o.B vydané 27. dubna 2010 u společností Grand Hustle Records, Rebel Rock Entertainment a Atlantic Records.

## O albu
Rapper a hudební producent B.o.B pracoval na svém debutovém albu od roku 2008. Album získalo název B.o.B Presents: The Adventures of Bobby Ray a bylo vydáno 27. dubna 2010. Na albu spolupracovali jako hosté umělci: T.I., Bruno Mars, Lupe Fiasco, Hayley Williams, Eminem, Janelle Monáe nebo Rivers Cuomo.
Prvním singlem z alba byla píseň "Nothin' on You" (ft. Bruno Mars), která byla vydána 2. února 2010 a umístila se na prvních pozicích amerických žebříčků Billboard Hot 100, Mainstream Top 40 a Hot Rap Songs. Dále dosáhla vrcholů hitparád ve Spojeném království a v Nizozemsku. V USA se jí prodalo přes 2 miliony kusů, az což obdržela certifikaci 2x platinový single od společnosti RIAA. Platinovým singlem se stala i v Kanadě a Austrálii.
Druhým singlem byla píseň "Airplanes" (ft. Hayley Williams), ta v amerických žebříčcích dosáhla druhých pozic. Na vrchol hitparád se vyšplhala ve Spojeném království, Skotsku a na Novém Zélandu. Píseň se stala 3x platinovou v USA a Austrálii, 2x platinovou v Kanadě a platinovou na Novém Zélandu.
Třetím singlem byla píseň "Magic", vydána jako single 6. července 2010. Ta se umístila na 10. pozici žebříčku Billboard Hot 100, také byla 12. v Mainstream Top 40 a 25. v Hot Rap Songs.
Čtvrtým a posledním singlem byla píseň "Don't Let Me Fall" vydána 28. září 2010. Ta se umístila jen na 67. příčce Billboard Hot 100.

## Po vydání
Album debutovalo na prvních příčkách žebříčků Billboard 200, Top R&B/Hip-Hop Albums a Top Rap Albums, a to s 87 000 prodanými kusy v první týden prodeje v USA. Úspěch zaznamenalo i v Kanadě a ve Spojeném království. Celkem se alba v USA prodalo lehce přes 500 000 kusů, čímž získalo ocenění zlatá deska.

### Další kritiky
- na Metacritic.com - 67/100 [1]
- na HipHopDX.com - 4/5 [2]

## Tracklist
| #  | Píseň                  | Host(é)                 | Producent(i)                         | Délka |
| -- | ---------------------- | ----------------------- | ------------------------------------ | ----- |
| 1  | "Don't Let Me Fall"    |                         | B.o.B                                | 4:35  |
| 2  | "Nothin' on You"       | Bruno Mars              | The Smeezingtons                     | 4:29  |
| 3  | "Past My Shades"       | Lupe Fiasco             | B.o.B                                | 3:33  |
| 4  | "Airplanes"            | Hayley Williams         | Alex da Kid, DJ Frank E              | 3:01  |
| 5  | "Bet I"                | T.I., Playboy Tre       | Kuttah                               | 4:17  |
| 6  | "Ghost in the Machine" |                         | B.o.B                                | 4:53  |
| 7  | "The Kids"             | Janelle Monáe           | DJ Frank E                           | 3:26  |
| 8  | "Magic"                | Rivers Cuomo            | Dr. Luke                             | 3:16  |
| 9  | "Fame"                 |                         | The Knux                             | 3:41  |
| 10 | "Lovelier Than You"    |                         | B.o.B                                | 4:04  |
| 11 | "5th Dimension"        | Ricco Barrino           | B.o.B, T.I., Lil' C                  | 3:23  |
| 12 | "Airplanes, Part II"   | Eminem, Hayley Williams | Alex da Kid, Eminem, Luis Resto (co) | 5:19  |

### iTunes Deluxe Edition
- 13. "Letters from Vietnam"
- 14. "I See Ya"

## Mezinárodní žebříčky
| Země                     | Umístění |
| ------------------------ | -------- |
| Austrálie                | 42       |
| Irsko                    | 34       |
| Kanada                   | 7        |
| Německo                  | 93       |
| Nový Zéland              | 21       |
| UK Albums Chart          | 17       |
| US Billboard 200         | 1        |
| US Billboard R&B/Hip-Hop | 1        |
| US Billboard Rap         | 1        |